# Pablo Agustín Palacio
Pablo Agustín Palacio (Mendoza, Argentina; 18 de mayo de 2000) es un futbolista argentino. Juega como mediocampista por derecha y su primer equipo fue Independiente Rivadavia. Actualmente milita en Ferro de la Primera Nacional.

## Trayectoria
Su debut como profesional se produjo el 9 de febrero de 2019: ese día, Palacio fue titular en la victoria de Independiente Rivadavia 2-0 ante Chacarita Juniors. El 8 de septiembre de ese mismo año convirtió el primer gol de su carrera, en el partido que Independiente Rivadavia le ganó a Nueva Chicago por 4-1.
El 28 de agosto de 2020 se confirma su llegada a Unión de Santa Fe a préstamo por un año y medio. En el equipo rojiblanco no tuvo continuidad (de hecho no llegó a debutar oficialmente y jugó únicamente en Reserva), pero a pesar de ello el club igualmente decidió comprar la mitad de su pase y enviarlo nuevamente a la Lepra, esta vez en calidad de préstamo.

## Estadísticas
- Actualizado al 10 de agosto de 2025

| Club                              | Div.          | Temporada     | Liga  | Liga  | Copa nacional | Copa nacional | Copa internacional | Copa internacional | Total | Total |
| Club                              | Div.          | Temporada     | Part. | Goles | Part.         | Goles         | Part.              | Goles              | Part. | Goles |
| --------------------------------- | ------------- | ------------- | ----- | ----- | ------------- | ------------- | ------------------ | ------------------ | ----- | ----- |
| Independiente Rivadavia Argentina | 2.ª           | 2018/19       | 12    | 0     | 1             | 0             | -                  | -                  | 13    | 0     |
| Independiente Rivadavia Argentina | 2.ª           | 2019/20       | 18    | 1     | -             | -             | -                  | -                  | 18    | 1     |
| Independiente Rivadavia Argentina | 2.ª           | 2021          | 24    | 1     | -             | -             | -                  | -                  | 24    | 1     |
| Independiente Rivadavia Argentina | 2.ª           | 2022          | 32    | 3     | 2             | 0             | -                  | -                  | 34    | 3     |
| Independiente Rivadavia Argentina | Total         | Total         | 86    | 5     | 3             | 0             | -                  | -                  | 89    | 5     |
| Unión Argentina                   | 1.ª           | 2020          | -     | -     | 0             | 0             | 0                  | 0                  | 0     | 0     |
| Unión Argentina                   | Total         | Total         | -     | -     | 0             | 0             | 0                  | 0                  | 0     | 0     |
| Ferro Argentina                   | 2.ª           | 2023          | 35    | 5     | -             | -             | -                  | -                  | 35    | 5     |
| Ferro Argentina                   | 2.ª           | 2025          | 24    | 0     | -             | -             | -                  | -                  | 24    | 0     |
| Ferro Argentina                   | Total         | Total         | 59    | 5     | -             | -             | -                  | -                  | 59    | 5     |
| Palestino · Chile                 | 1.ª           | 2024          | 22    | 0     | 4             | 1             | 10                 | 0                  | 36    | 1     |
| Palestino · Chile                 | Total         | Total         | 22    | 0     | 4             | 1             | 10                 | 0                  | 36    | 1     |
| Total carrera                     | Total carrera | Total carrera | 167   | 10    | 7             | 1             | 10                 | 0                  | 184   | 11    |